# غرازييلا روجرز
غرازييلا روجرز (مواليد 12 سبتمبر 1987) عارضة وحاملة لقب مسابقة ملكة جمال سويسرية تاميلية التي توجت في 27 يونيو 2009 في مدينة لوكارنو ، سويسرا ، بمسابقة ملكة سويسرا الأرض 2009 ومثلت بلدها سويسرا في مسابقة ملكة جمال الأرض 2009، في الفلبين، وحصلت على لقب ملكة جمال الصداقة

## نشأتها
تبدأ قصة غرازيلا مع والدها كريس روجرز. وصل إلى سويسرا عام 1984 كلاجئ من سريلانكا. تذهب رغبته في التكيف إلى درجة أنه يتخلى عن الهندوسية، ويتعمد ويغير اسمه - تكريما لروجر، أول صديق سويسري له. بعد ذلك بقليل، تزوج كريس روجرز، صحفية وخبيرة الاتصالات من بيا السويسرية. في 12 سبتمبر 1987 ، وُلدت غرازييلا. لكن الحياة الأسرية مثقلة، والاختلافات الثقافية كبيرة للغاية، أصبح الانفصال والطلاق أمر لا مفر منه، نشأت غرازييلا مع والدتها وجدتها في بيرنيز آربرغ. اكتسب منها الأيمان الشديد بالمسيحية. في عام 2008 ، التحقت غراتسيلا بمدرسة الدراما في زيوريخ، حيث أنهت تعليمها الأساسي بعد عام واحد. ثم، في يونيو 2009 ، تم انتخاب «ملكة جمال الأرض سويسرا». في مسابقة لا تتطلب الجمال فقط ولكن أيضًا الوعي الاجتماعي والبيئي.

## ملكة جمال الأرض 2009
شاركت غرازييلا في مسابقة ملكة جمال الأرض التاسعة في تاريخ مسابقة ملكة جمال الكون منذ انطلاقتها عام 2001، عقدت المسابقة في 22 نوفمبر 2009 في منتجع بوراكاي إكوفيلاج ومركز المؤتمرات في بوراكاي، الفلبين. تنافست في المسابقة بمشاركة 80 متسابقة من مختلف البلدان والأقاليم، بالرغم عدم تقدمها للمراحل النهائية حصلت غرازتزيلا على استحسان لجنة التحكيم وحصلت على جائزة ملكة جمال الصداقة.

## حياتها الشخصية
تعرفت غرازييلا على شاب يدعى مايكل ماتر. كزملاء منذ المدرسة الثانوية. بعد تتويج بعام توقف مايكل لطلب عن يد غرزيسيلا، في يونيو 2011 رن أجراس الزفاف في كاتدرائية بيرن - حفل زفاف . ، في شهر العسل تمتع الزوجين برحلة عاطفية لا تنسى قضى إلى جزيرة منتجع وسبا ليلي بيتش وتمتعوا بأسبوع مريح في جزر المالديف .